# أنطون التمان
أنطون التمان (بالألمانية: Anton Altmann)‏ هو رسام نمساوي، ولد في 4 يونيو 1808 في فيينا في النمسا، وتوفي بنفس المكان في 9 يوليو 1871.